# Catarhoe renodata
Catarhoe renodata là một loài bướm đêm trong họ Geometridae.